# H.P. Lovecrafts bibliografi
Denna artikel gäller H.P. Lovecrafts bibliografi.

## Skönlitteratur
Årtal anger första publicering.
- The Alchemist (1916)
- A Reminiscence of Dr. Samuel Johnson (1917)
- The Beast in the Cave (1918)
- Memory (1919; Minnet)
- The Picture in the House (1919; Bilden i huset)
- Beyond the Wall of Sleep (1919; Bortom sömnens barriär)
- Dagon (1919; Dagon)
- The White Ship (1919; Det vita skeppet)
- The Statement of Randolph Carter (1920; Randolph Carters berättelse)
- The Doom That Came to Sarnath (1920; Sarnaths undergång)
- Poetry and the Gods (med Anna Helen Crofts; 1920)
- The Cats of Ulthar (1920; Katterna i Ulthar)
- Nyarlathotep (1920; Nyarlathotep)
- Polaris (1920; Polaris)
- The Street (1920; The Street)
- Ex Oblivione (1921; Ex Oblivione)
- Facts Concerning the Late Arthur Jermyn and His Family (1921; Uppgifter rörande Arthur Jermyn och hans anfäder)
- The Crawling Chaos (med Winifred V. Jackson; 1921; Det krälande kaos)
- The Terrible Old Man (1921; Den förfärlige gamle mannen)
- The Tree (1921)
- The Nameless City (1921; Den namnlösa staden)
- Herbert West - Reanimator (1922; Midnattsgästerna)
- The Music of Erich Zann (1922; Erich Zanns musik)
- The Tomb (1922; Graven)
- Celephaïs (1922; Celephais)
- The Lurking Fear (1923; Den lurande skräcken)
- Hypnos (1923)
- What the Moon Brings (1923; Vad månen ser)
- The Horror at Martin's Beach (med Sonia H. Greene; 1923)
- The Hound (1924; Hunden)
- The Rats in the Walls (1924; Råttorna i muren)
- Under the Pyramids (med Harry Houdini; 1924; Under pyramiderna)
- The Festival (1925; Festivalen)
- The Unnamable (1925; Det onämnbara)
- The Temple (1925; Templet)
- In the Vault (1925; I gravkammaren, I gravkoret, I gravvalvet)
- The Outsider (1926; Främlingen, Återkomsten)
- The Moon Bog (1926; Träsket)
- He (1926; Mannen)
- The Horror at Red Hook (1927)
- The Green Meadow (med Winifred V. Jackson; 1927; Den gröna dungen)
- Two Black Bottles (med Wilfred Blanch Talman; 1927)
- The Colour Out of Space (1927; Färg bortom tid och rum, Skräcken i brunnen)
- Pickman's Model (1927; Pickmans modell)
- The Call of Cthulhu (1928; Cthulhu vaknar)
- Cool Air (1928; Kall luft)
- The Shunned House (1928; Skräckens hus)
- The Last Test (med Adolphe de Castro; 1928)
- The Silver Key (1929)
- The Dunwich Horror (1929; Fasan i Dunwich)
- The Curse of Yig (med Zealia Bishop; 1929; Yigs förbannelse)
- The Electric Executioner (med Adolphe de Castro; 1930)
- The Whisperer in Darkness (1931; Viskningar i mörkret)
- The Strange High House in the Mist (1931; Det sällsamma gamla huset i dimman)
- The Trap (med Henry S. Whitehead; 1932)
- The Man of Stone (med Hazel Heald; 1932)
- The Horror in the Museum (med Hazel Heald; 1933)
- The Dreams in the Witch House (1933; Drömmarna i Häxhuset)
- The Other Gods (1933; De andra gudarna)
- Winged Death (med Hazel Heald; 1934)
- From Beyond (1934; Från andra sidan)
- Through the Gates of the Silver Key (med E. Hoffmann Price; 1934)
- The Battle that Ended the Century (med R. H. Barlow; 1934)
- Out of the Aeons (med Hazel Heald; 1935)
- The Quest of Iranon (1935; "Iranons dröm")
- Till A' the Seas (med R. H. Barlow; 1935)
- The Challenge from Beyond (med A. Merritt, C. L. Moore, Robert E. Howard & Frank Belknap Long; 1935)
- At the Mountains of Madness (1936; Vansinnets berg)
- The Shadow Over Innsmouth (1936; Skuggan över Innsmouth)
- The Shadow Out of Time (1936; "Skuggan ur tiden")
- The Night Ocean (med R. H. Barlow; 1936)
- The Haunter of the Dark (1936; Mörkrets fånge,  Jägaren i mörkret)
- The Thing on the Doorstep (1937; Varelsen på tröskeln)
- The Disinterment (med Duane W. Rimel; 1937)
- The Horror in the Burying-Ground (med Hazel Heald; 1937)
- Ibid (1938)
- The Diary of Alonzo Typer (med William Lumley; 1938)
- Collapsing Cosmoses (med R. H. Barlow; 1938)
- Azathoth (1938; Azathoth)
- The Descendant (1938; Avkomlingen)
- The Book (1938; Boken)
- History of the Necronomicon (1937; Necronomicons historia)
- Medusa's Coil (med Zealia Bishop; 1939; Medusas hår)
- The Evil Clergyman (1939; Prästmannen) – i själva verket ett utdrag ur ett brev och inte en novell
- In the Walls of Eryx (med Kenneth Sterling; 1939)
- The Very Old Folk (1940)
- The Tree on the Hill (med Duane W. Rimel; 1940)
- The Mound (med Zealia Bishop; 1940; De underjordiska)
- The Thing in the Moonlight (1941; Tinget i månskenet) – i själva verket ett utdrag ur ett brev som har försetts med inledning och avslutning av tidningsredaktören J. Chapman Miske och således inte en äkta Lovecraft-novell
- The Case of Charles Dexter Ward (1941; Gengångaren) nyutgåva (2008) Fallet Charles Dexter Ward)
- The Dream-Quest of Unknown Kadath (1943; Sökandet efter det drömda Kadath)
- Sweet Ermengarde (1943)
- The Transition of Juan Romero (1944)
- The Lurker at the Threshold - med August Derleth (1945); Odjurets torn
- The Little Glass Bottle (1959)
- The Secret Cave or John Lees Adventure (1959)
- The Mystery of the Grave-Yard (1959)
- The Mysterious Ship (1959)
- Old Bugs (1959)

## Juvenilia
Årtal avser när verket skrivits. Finns två tidsangivelser avser den andra första publicering.
- "The Alchemist" (1908 / november 1916)
- "The Beast in the Cave" (våren 1904 - 21 april 1905 / juni 1918)
- "The Haunted House" (<1902; opublicerad och försvunnen)
- "John, the Detective" (<1902; opublicerad och försvunnen)
- "The Little Glass Bottle" (ca.1898-9 / 1959)
- "The Mysterious Ship" (1902 / 1959)
- "The Mystery of the Grave-Yard" (ca.1898-9 / 1959)
- "The Noble Eavesdropper" (1897; opublicerad och försvunnen)
- "The Picture" (1907; opublicerad och försvunnen)
- "The Secret of the Grave" (<1902; opublicerad och försvunnen, kan vara The Mystery of the Grave-Yard)
- "The Secret Cave, or John Lees Adventure" (ca.1898-9 / 1959)

## Poesi
- The Poem of Ulysses, or The Odyssey  [8 november 1897]
- Ovid's Metamorphoses  [1898-1902]
- H. Lovecraft's Attempted Journey betwixt Providence & Fall River on the N.Y.N.H. & H.R.R.  [1901]
- Poemata Minora, Volume II  [1902]  
  - Ode to Selene or Diana
  - To the Old Pagan Religion
  - On the Ruin of Rome
  - To Pan
  - On the Vanity of Human Ambition
- C.S.A. 1861-1865: To the Starry Cross of the SOUTH [1902]
- De Triumpho Naturae  [juli 1905]
- The Members of the Men's Club of the First Universalist Church of Providence, R.I., to Its President, About to Leave for Florida on Account of His Health  [cirka 1908-12]
- To His Mother on Thanksgiving [30 november 1911]
- To Mr. Terhune, on His Historical Fiction  [cirka 1911-13]
- Providence in 2000 A.D.  [4 mars 1912]
- New-England Fallen  [april 1912]
- On the Creation of Niggers  [1912]
- Fragment on Whitman  [cirka 1912]
- On Robert Browning [cirka 1912]
- On a New-England Village Seen by Moonlight  [7 september 1913]
- Quinsnicket Park  [1913]
- To Mr. Munroe, on His Instructive and Entertaining Account of Switzerland  [1 januari 1914]
- Ad Criticos  [kanske januari-maj 1914]
- Frustra Praemunitus  [kanske juni 1914]
- De Scriptore Mulieroso  [kanske juni 1914]
- To General Villa  [sommaren 1914]
- On a Modern Lothario  [juli-augusti 1914]
- The End of the Jackson War  [oktober 1914]
- To the Members of the Pin-Feathers on the Merits of Their Organisation, and of Their New Publication, The Pinfeather  [november 1914]
- To the Rev. James Pyke  [november 1914]
- To an Accomplished Young Gentlewoman on Her Birthday, Decr. 2, 1914  [kanske 2 december 1914]
- Regner Lodbrog's Epicedium  [cirka december 1914]
- The Power of Wine: A Satire  [cirka 8 december 1914]
- The Teuton's Battle-Song  [cirka 17 december 1914]
- New England  [18 december 1914]
- Gryphus in Asinum Mutatus  [kanske 1914]
- To the Members of the United Amateur Press Association from the Providence Amateur Press Club [cirka 1 januari 1915]
- March  [mars 1915]
- 1914  [mars 1915]
- The Simple Speller's Tale  [april 1915]
- On Slang [april 1915]
- An Elegy on Franklin Chase Clark, M.D.  [29 april 1915]
- The Bay-Stater's Policy  [juni 1915]
- The Crime of Crimes  [juni 1915]
- Ye Ballade of Patrick von Flynn  [cirka 23 augusti 1915]
- The Issacsonio-Mortoniad  [cirka 14 september 1915]
- On Receiving a Picture of Swans  [cirka 14 september 1915]
- Unda; or, The Bride of the Sea  [cirka 30 september 1915]
- [On "Unda; or, The Bride of the Sea"]  [cirka 30 september 1915]
- To Charlie of the Comics  [cirka 30 september 1915]
- Gems from In a Minor Key  [oktober 1915]
- The State of Poetry  [oktober 1915]
- The Magazine Poet  [oktober 1915]
- A Mississippi Autumn  [december 1915]
- On the Cowboys of the West  [december 1915]
- To Samuel Loveman, Esquire, on His Poetry and Drama, Writ in the Elizabethan Style  [december 1915]
- An American to Mother England  [januari 1916]
- The Bookstall  [januari 1916]
- A Rural Summer Eve  [januari 1916]
- To the Late John H. Fowler, Esq.  [mars 1916]
- R. Kleiner, Laureatus, in Heliconem  [april 1916]
- Temperance Song  [våren 1916]
- Lines on Gen. Robert Edward Lee  [cirka 18 maj 1916]
- Content  [juni 1916]
- My Lost Love  [cirka 10 juni 1916]
- The Beauties of Peace  [27 juni 1916]
- The Smile  [juli 1916]
- Epitaph on ye Letterr Rrr........  [29 augusti 1916]
- The Dead Bookworm  [cirka 29 augusti 1916]
- [On Phillips Gamwell]  [1 september 1916]
- Inspiration  [oktober 1916]
- Respite  [oktober 1916]
- The Rose of England  [oktober 1916]
- The Unknown  [oktober 1916]
- Ad Balneum  [cirka oktober 1916]
- [On Kelso the Poet]  [kanske oktober 1916]
- Providence Amateur Press Club (Deceased) to the Athenaeum Club of Journalism  [24 november 1916]
- Brotherhood  [december 1916]
- Brumalia  [december 1916]
- The Poe-et's Nightmare  [1916]
- Futurist Art  [januari 1917]
- On Receiving a Picture of the Marshes of Ipswich  [januari 1917]
- The Rutted Road  [januari 1917]
- An Elegy on Phillips Gamwell, Esq.  [5 januari 1917]
- Lines on Graduation from the R.I. Hospital's School of Nurses  [cirka 13 januari 1917]
- Fact and Fancy  [februari 1917]
- The Nymph's Reply to the Modern Business Man  [februari 1917]
- Pacifist War Song—1917  [mars 1917]
- Percival Lowell  [mars 1917]
- To Mr. Lockhart, on His Poetry  [mars 1917]
- Britannia Victura  [april 1917]
- Spring  [april 1917]
- A Garden  [april 1917]
- Sonnet on Myself  [april 1917]
- April  [24 april 1917]
- Iterum Conjunctae  [maj 1917]
- The Peace Advocate  [maj 1917]
- To Greece, 1917  [kanske maj 1917]
- On Receiving a Picture of ye Towne of Templeton, in the Colonie of Massachusetts-Bay, with Mount Monadnock, in New Hampshire, Shewn in the Distance  [juni 1917]
- The Poet of Passion  [juni 1917]
- Earth and Sky  [juli 1917]
- Ode for July Fourth, 1917  [juli 1917]
- On the Death of a Rhyming Critic  [juli 1917]
- Prologue to "Fragments from an Hour of Inspiration" by Jonathan E. Hoag  [juli 1917]
- To M.W.M.  [juli 1917]
- To the Incomparable Clorinda  [juli 1917]
- To Saccharissa, Fairest of Her Sex  [juli 1917]
- To Rhodoclia—Peerless among Maidens  [juli 1917]
- To Belinda, Favourite of the Graces  [juli 1917]
- To Heliodora—Sister of Cytheraea  [juli 1917]
- To Mistress Sophia Simple, Queen of the Cinema  [augusti 1917]
- An American to the British Flag  [november 1917]
- Autumn  [november 1917]
- Nemesis  [1 november 1917]
- Astrophobos  [cirka 25 november 1917]
- Lines on the 25th. Anniversary of the Providence Evening News, 1892-1917  [december 1917]
- Sunset  [december 1917]
- Old Christmas  [late 1917]
- To the Arcadian  [late 1917]
- To the Nurses of the Red Cross  [1917]
- The Introduction  [1917?]
- A Summer Sunset and Evening  [1917?]
- A Winter Wish  [2 januari 1918]
- Laeta; a Lament  [februari 1918]
- To Jonathan E. Hoag, Esq.  [februari 1918]
- The Volunteer  [februari 1918]
- Ad Britannos—1918  [april 1918]
- Ver Rusticum  [1 april 1918]
- To Mr. Kleiner, on Receiving from Him the Poetical Works of Addison, Gay, and Somerville  [10 april 1918]
- A Pastoral Tragedy of Appleton, Wisconsin  [cirka 27 maj 1918]
- On a Battlefield in Picardy  [30 maj 1918]
- Psychopompos: A Tale in Rhyme  [late 1917-summer 1918]
- A June Afternoon  [juni 1918]
- The Spirit of Summer  [27 juni 1918]
- Grace  [juli 1918]
- The Link  [juli 1918]
- To Alan Seeger  [juli 1918]
- August  [augusti 1918]
- Damon and Delia, a Pastoral  [augusti 1918]
- Phaeton  [augusti 1918]
- To Arthur Goodenough, Esq.  [20 augusti 1918]
- Hellas  [september 1918]
- To Delia, Avoiding Damon  [september 1918]
- Alfredo; a Tragedy  [14 september 1918]
- The Eidolon  [oktober 1918]
- Monos: An Ode  [oktober 1918]
- Germania—1918  [november 1918]
- To Col. Linkaby Didd  [1 november 1918]
- Ambition  [december 1918]
- A Cycle of Verse  [november-december 1918] 
  - Oceanus
  - Clouds
  - Mother Earth
- To the Eighth of november  [13 december 1918]
- To the A.H.S.P.C., on Receipt of the Christmas Pippin  [kanske december 1918]
- The Conscript  [1918?]
- Greetings  [januari 1919]
- Theodore Roosevelt  [januari 1919]
- To Maj.-Gen. Omar Bundy, USA  [januari 1919]
- To Jonathan Hoag, Esq.  [februari 1919]
- Despair  [cirka 19 februari 1919]
- In Memoriam: J.E.T.D.  [mars 1919]
- Revelation  [mars 1919]
- April Dawn  [10 april 1919]
- Amissa Minerva  [maj 1919]
- Damon: A Monody  [maj 1919]
- Hylas and Myrrha: A Tale  [maj 1919]
- North and South Britons  [maj 1919]
- To the A.H.S.P.C., on Receipt of the May Pippin  [kanske maj 1919]
- Helene Hoffman Cole: 1893-1919  [juni 1919]
- John Oldham: A Defence  [juni 1919]
- [On Prohibition]  [30 juni 1919]
- Myrrha and Strephon  [juli 1919]
- The House  [cirka 16 juli 1919]
- Monody on the Late King Alcohol  [augusti 1919]
- The Pensive Swain  [oktober 1919]
- The City  [oktober 1919]
- Oct. 17, 1919  [oktober 1919]
- On Collaboration  [20 oktober 1919]
- To Edward John Moreton Drax Plunkett, Eighteenth Baron Dunsany  [november 1919]
- Wisdom  [november 1919]
- Birthday Lines to Margfred Galbraham  [november 1919]
- The Nightmare Lake  [december 1919]
- Bells  [11 december 1919]
- January  [januari 1920]
- To Phillis  [januari 1920]
- Tryout's Lament for the Vanished Spider  [januari 1920]
- Ad Scribam  [februari 1920]
- On Reading Lord Dunsany's Book of Wonder  [mars 1920]
- To a Dreamer  [25 april 1920]
- Cindy: Scrub Lady in a State Street Skyscraper  [juni 1920]
- The Poet's Rash Excuse  [juli 1920]
- With a Copy of Wilde's Fairy Tales  [juli 1920]
- Ex-Poet's Reply  [kanske juli 1920]
- To Two Epgephi  [kanske juli 1920]
- On Religion  [augusti 1920]
- The Voice  [augusti 1920]
- On a Grecian Colonnade in a Park  [20 augusti 1920]
- The Dream  [september 1920]
- October  [1]  [oktober 1920]
- To S.S.L.—Oct. 17, 1920  [oktober 1920]
- Christmas  [november 1920]
- To Alfred Galpin, Esq.  [kanske november 1920]
- Theobaldian Aestivation  [11 november 1920]
- S.S.L.: Christmas 1920  [kanske december 1920]
- On Receiving a Portraiture of Mrs. Berkeley, ye Poetess  [25 december 1920]
- The Prophecy of Capys Secundus  [11 januari 1921]
- To a Youth  [februari 1921]
- To Mr. Hoag  [februari 1921]
- The Pathetick History of Sir Wilful Wildrake  [Spring? 1921]
- On the Return of Maurice Winter Moe, Esq., to the Pedagogical Profession  [juni 1921]
- Medusa: A Portrait  [29 november 1921]
- To Mr. Galpin  [december 1921]
- Sir Thomas Tryout  [december 1921]
- On a Poet's Ninety-first Birthday  [10 februari 1922]
- Simplicity: A Poem  [cirka 18 maj 1922]
- To Saml: Loveman, Gent.  [Summer? 1922]
- Plaster-All  [kanske augusti 1922]
- To Zara  [31 augusti 1922]
- To Damon  [kanske november 1922]
- Waste Paper  [late 1922? early 1923?]
- To Rheinhart Kleiner, Esq.  [januari 1923]
- Chloris and Damon  [januari 1923]
- To Mr. Hoag  [kanske februari 1923]
- To Endymion  [kanske april 1923]
- The Feast  [maj 1923]
- [On Marblehead]  [10 juli 1923]
- To Mr. Baldwin, on Receiving a Picture of Him in a Rural Bower  [29 september 1923]
- Lines for Poets' Night at the Scribblers' Club  [kanske oktober 1923]
- [On a Scene in Rural Rhode Island]  [8 november 1923]
- Damon and Lycë  [13 december 1923]
- To Mr. Hoag  [cirka 3 februari 1924]
- [On the Pyramids]  [cirka februari 1924]
- [Stanzas on Samarkand I-III]  [februari-mars 1924]
- Providence  [26 september 1924]
- [On The Thing in the Woods by Harper Williams]  [cirka 29 november 1924]
- Solstice  [25 december 1924]
- To Saml Loveman, Esq.  [cirka 14 januari 1925]
- To George Kirk, Esq.  [18 januari 1925]
- My Favourite Character  [31 januari 1925]
- [On the Double-R Coffee House]  [1 februari 1925]
- To Mr. Hoag  [cirka 10 februari 1925]
- The Cats  [15 februari 1925]
- [On Rheinhart Kleiner Being Hit by an Automobile]  [cirka 16 februari 1925]
- To Xanthippe, on Her Birthday—March 16, 1925  [mars 1925]
- Primavera  [april 1925]
- [To Frank Belknap Long on His Birthday]  [kanske april 1925]
- A Year Off  [24 juli 1925]
- To an Infant  [26 augusti 1925]
- [On a Politician]  [cirka 24-27 oktober 1925]
- [On a Room for Rent]  [cirka 24-27 oktober 1925]
- October  [2]  [30 oktober 1925]
- To George Willard Kirk, Gent., of Chelsea-Village, in New York, upon His Birthday, Novr. 25, 1925  [24 november 1925]
- [On Old Grimes by Albert Gorton Greene]  [december 1925]
- Festival  [december 1925]
- To Jonathan Hoag  [10 februari 1926]
- Hallowe'en in a Suburb  [mars 1926]
- In Memoriam: Oscar Incoul Verelst of Manhattan: 1920-1926  [cirka 28 juni 1926]
- The Return  [december 1926]
- Εις Σφιγγην  [december 1926]
- Hedone  [3 januari 1927]
- To Miss Beryl Hoyt  [februari 1927]
- To Jonathan E. Hoag, Esq.  [kanske februari 1927]
- [On J.F. Roy Erford]  [18 juni 1927]
- [On Ambrose Bierce]  [cirka juni 1927]
- [On Cheating the Post Office]  [cirka 14 augusti 1927]
- [On Newport, Rhode Island]  [17 september 1927]
- The Absent Leader  [12 oktober 1927]
- Ave atque Vale  [18 oktober 1927]
- To a Sophisticated Young Gentleman  [15 december 1928]
- The Wood  [januari 1929]
- An Epistle to the Rt. Honble Maurce Winter Moe, Esq.  [juli 1929]
- [Stanzas on Samarkand IV]  [8 november 1929]
- Lines upon the Magnates of the Pulp  [november 1929]
- The Outpost  [26 november 1929]
- The Ancient Track  [26 november 1929]
- The Messenger  [30 november 1929]
- The East India Brick Row  [12 december 1929]
- The Fungi From Yuggoth  [27 december 1929-4 januari 30]  
  - I. The Book
  - II. Pursuit
  - III. The Key
  - IV. Recognition
  - V. Homecoming
  - VI. The Lamp
  - VII. Zaman's Hill
  - VIII. The Port
  - IX. The Courtyard
  - X. The Pigeon-Flyers
  - XI. The Well
  - XII. The Howler
  - XIII. Hesperia
  - XIV. Star-Winds
  - XV. Antarktos
  - XVI. The Window
  - XVII. A Memory
  - XVIII. The Gardens of Yin
  - XIX. The Bells
  - XX. Night-Gaunts
  - XXI. Nyarlathotep
  - XXII. Azathoth
  - XXIII. Mirage
  - XXIV. The Canal
  - XXV. St. Toad's
  - XXVI. The Familiars
  - XXVII. The Elder Pharos
  - XXVIII. Expectancy
  - XXIX. Nostalgia
  - XXX. Background
  - XXXI. The Dweller
  - XXXII. Alienation
  - XXXIII. Harbour Whistles
  - XXXIV. Recapture  [november 1929]
  - XXXV. Evening Star
  - XXXVI. Continuity
- Veteropinguis Redivivus  [Summer 1930?]
- To a Young Poet in Dunedin  [cirka 29 maj 1931] 
  - FUNGI from YUGGOTH, 6.Nyarlathotep and 7. Azathoth. Verserna trycktes i januari 1931 i WEIRD TALES.
- On an Unspoil'd Rural Prospect  [30 augusti 1931]
- Bouts Rimés  [23 maj 1934] 
  - Beyond Zimbabwe
  - The White Elephant
- [Anthem of the Kappa Alpha Tau]  [cirka 7 augusti 1934]
- Edith Miniter  [10 september 1934]
- [Little Sam Perkins]  [cirka 17 september 1934]
- [Metrical Example]  [27 februari 1935]
- Dead Passion's Flame  [Summer 1935]
- Arcadia  [Summer 1935]
- Lullaby for the Dionne Quintuplets  [Summer 1935]
- The Odes of Horace: Book III, ix  [22 januari 1936]
- In a Sequester'd Providence Churchyard Where Once Poe Walk'd  [8 augusti 1936]
- To Mr. Finlay, upon His Drawing for Mr. Bloch's Tale, "The Faceless God"  [cirka 30 november 1936]
- To Clark Ashton Smith, Esq., upon His Phantastick Tales, Verses, Pictures, and Sculptures  [cirka 11 december 1936]
- The Decline and Fall of a Man of the World  [n.d.]
- [Epigrams]  [n.d.]
- Gaudeamus  [n.d.]
- The Greatest Law  [n.d.]
- Life's Mystery  [n.d.]
- On Mr. L. Phillips Howard's Profound Poem Entitled "Life's Mystery"  [n.d.]
- Nathicana  [n.d.]
- On an Accomplished Young Linguist  [n.d.]
- "The Poetical Punch" Pushed from His Pedestal  [n.d.]
- The Road to Ruin  [n.d.]
- Saturnalia  [n.d.]
- Sonnet Study  [n.d.]
- Sors Poetae  [n.d.]
- To Samuel Loveman, Esq.  [n.d.]
- To "The Scribblers"  [n.d.]
- Verses Designed to Be Sent by a Friend of the Author to His Brother-in-Law on New Year's Day  [n.d.]
- [Christmas Greetings]  [n.d.] 
  - To Eugene B. Kuntz et al.
  - To Laurie A. Sawyer
  - To Sonia H. Greene
  - To Rheinhart Kleiner
  - To Felis (Frank Belknap Long's Cat)
  - To Annie E.P. Gamwell
  - To Felis (Frank Belknap Long's Cat)

## Filosofiska skrifter
- The Crime of the Century (1915)
- The Renaissance of Manhood (1915)
- Liquor and Its Friends (1915)
- More Chain Lightning (1915)
- Old England and the "Hyphen" (1916)
- Revolutionary Mythology (1916)
- The Symphonic Ideal (1916)
- Editors Note to McGavacks "Genesis of the Revolutionary War" (1917)
- A Remarkable Document (1917)
- At the Root (1918)
- Merlinus Redivivus (1918)
- Time and Space (1918)
- Anglo Saxondom (1918)
- Americanism (1919)
- The League (1919)
- Bolshevism (1919)
- Idealism and Materialism – A Reflection (1919)
- Life for Humanity's Sake (1920)
- In Defence of "Dagon" (1921)
- Nietzscheism and Realism (1922)
- East and West Harvard Conservatism (1922)
- The Materialist Today (1926)
- Some Causes of Self-Immolation (1931)
- Some Repetitions on the Times (1933)
- Heritage or Modernism: Common Sense in Art Forms (1935)
- Objections to Orthodox Communism (1936)

## Vetenskaplig produktion
- The Art of Fusion, Melting Pudling & Casting (1899)
- Chemistry, 4 volumes (1899)
- A Good Anaesthetic (1899)
- The Railroad Review (1901)
- The Moon (1903)
- The Scientific Gazette (1903-4)
- Astronomy/The Monthly Almanack (1903-4)
- The Rhode Island Journal of Astronomy (1903-7)
- Annals of the Providence Observatory (1904)
- Providence Observatory Forecast (1904)
- The Science Library, 3 volumes (1904)
- Astronomiartiklar åt The Pawtuxet Valley Gleaner (1906)
- Astronomiartiklar åt The Providence Tribune (1906-8)
- Third Annual Report of the Providence Meteorological Station (1906)
- Celestial Objects for All (1907)
- Astronomical Notebook (1909-15)
- Astronomiartiklar åt The Providence Evening News (1914-8)
- "Bickerstaffe" articles from The Providence Evening News (1914) 
  - "Science versus Charlatanry" (9 september 1914)
  - "The Falsity of Astrology" (10 oktober 1914)
  - "Astrology and the Future" (13 oktober 1914)
  - "Delavan's Comet and Astrology" (26 oktober 1914)
  - "The Fall of Astrology" (17 december 1914)
- Astronomy articles for The Asheville Gazette-News (1915)
- Editor's Note to MacManus' "The Irish and the Fairies" (1916)
- The Truth about Mars (1917)
- The Cancer of Superstition (1926)

## Blandade skrifter
- A Task for Amateur Journalists (1914)
- Departments of Public Criticism (1914-19)
- What Is Amateur Journalism? (1915)
- Consolidations Autopsy (1915)
- Consolidation's Autopsy (1915)
- The Amateur Press (1915)
- The Morris Faction (1915)
- For President – Leo Fritter(1915)
- Introducing Mr. Chester Pierce Munroe (1915)
- The Question of the Day (1915)
- [Random Notes], from The Conservative (1915)
- Editorials, from The Conservative (1915)
- Finale (1915)
- New Department Proposed: Instruction for the New Recruit (1915)
- Amateur Notes (1915)
- Some Political Phases (1915)
- Introducing Mr. John Russell (1915)
- In a Major Key (1915)
- The Conservative and His Critics (1915)
- The Dignity of Journalism (1915)
- The Youth of Today (1915)
- An Imparitial Spectator (1915)
- Symphony and Stress (1915)
- Little Journeys to the Homes of Prominent Amateurs [biography of A.F. Lockhart] (1915)
- Reports of the First Vice-President (1915-16)
- Systematic Instruction in the United (1915-16)
- Introducing Mr. James T. Pyke (1916)
- Editorial, from The Providence Amateur (1916)
- United Amateur Press Association: Exponent of Amateur Journalism (1916)
- Among the New-Comers (1916)
- Among the Amateurs (1916)
- Concerning "Persia – In Europe" (1917)
- Amateur Standards (1917)
- A Request (1917)
- A Reply to The Lingerer (1917)
- Editorially (1917)
- News Notes (1917)
- The United's Problem (1917)
- Little Journeys to the Homes of Prominent Amateurs [biography of E.J. Barnhart] (1917)
- President's Messages, from The United Amateur (1917-8)
- Comment (1918)
- Les Mouches Fantastiques (1918)
- Amateur Criticism (1918)
- The United: 1917-1918 (1918)
- The Amateur Press Club (1918)
- Helene Hoffman Cole – Littérateur (1919)
- Trimmings (1919)
- For Official Editor – Anne Tillery Renshaw (1919)
- Amateurdom (1919)
- Looking Backward (1920)
- For What Does the United Stand? (1920)
- [Untitled], from The Tryout (1920)
- Editor's Note to Loveman's "A Scene for Macbeth" (1920)
- Amateur Journalism – Its Possible Needs and Betterment (1920)
- The Pseudo-United (1920)
- [Untitled fragments], from The United Amateur (1920-1)
- Editorials, from The United Amateur (1920-5)
- News Notes (1920-5)
- What Amateur Journalism and I Have Done for Each Other (1921)
- Lucubrations Lovecraftian (1921)
- The Vivisector (1921-3)
- The Haverhill Convention (1921-3)
- The Convention Banquet (1921-3)
- "Rainbow" Called Best First Issue (1922)
- President's Messages, from The National Amateur (1922-3)
- Rursus Adsumus (1923)
- Bureau of Critics (1923)
- [Random Notes], from The Conservative (1923)
- The President's Annual Report (1923)
- A Matter of Uniteds (1927)
- The Convention (1930)
- Bureau of Critics (1932-6)
- Mrs. Miniter – Estimates and Recollections (1934)
- Dr. Eugene B. Kuntz (1935)
- Some Current Motives and Practices (1936)
- [Literary Review] (1936)
- Defining the "Ideal" Paper (1936)
- Report of the Executive Judges (1936)
- Metrical Regularity (1915)
- The Allowable Rhyme (1915)
- The Proposed Authors Union (1916)
- The Vers Libre Epidemic (1917)
- Poesy (1918)
- The Despised Pastoral (1918)
- The Literature of Rome (1918)
- The Simple Spelling Mania (1918)
- The Case for Classicism (1919)
- Literary Composition (1919)
- Winifred Virginia Jackson: A Different Poetess (1921)
- Ars Gratia Artis (1921)
- The Poetry of Lilian Middleton (1922)
- Lord Dunsany and His Work (1922)
- Rudis Indigestaque Moles (1923)
- Introduction to Hoags Poetical Works (1923)
- In the Editors Study (1923)
- [Random Notes On Philistine-Grecian controversy] (1923)
- Review of Ebony and Crystal by Clark Ashton Smith (1923)
- The Professional Incubus (1924)
- The Omnipresent Philistine (1924)
- "The Work of Frank Belknap Long, Jr." (1924)
- Supernatural Horror in Literature (1925-1927)
- Preface to Bullens White Fire (1927)
- Preface to Symmes Old World Footprints (1928)
- Notes on Alias Peter Marchall by A. F. Lorenz (1929?)
- Notes on Verse Technique (1932)
- Foreword to Kuntzs Thoughts and Pictures (1932)
- [Notes on Weird Fiction] (1933)
- Weird Story Plots (1933)
- Notes on Writing Weird Fiction (1934)
- Some Notes on Interplanetary Fiction (1935)
- What Belongs in Verse (1935)
- Suggestions for a Reading Guide (1936)
- The Trip of Theobald (1927)
- Vermont – A First Impression (1927)
- Observations on Several Parts of America (1928)
- An Account of a Trip to the Fairbanks House (1929)
- Travels in the Provinces of America (1929)
- An Account of a Visit to Charleston (1930)
- An Account of Charleston (1930)
- A Description of the Town of Quebeck (1930-31)
- European Glimpses (1932) (revision of a Sonia Greene's journey report)
- Some Dutch Footprints in New England (1933)
- Homes and Shrines of Poe (1934)
- The Unknown City in the Ocean (1934)
- Charleston (1936)
- The Brief Autobiography of an Inconsequential Scribbler (1919)
- Within the Gates (1921)
- A Confession of Unfaith (1922)
- Diary (1925)
- Commercial Blurbs (1925)
- Cats and Dogs (1926)
- Notes on Hudson Valley History (1929)
- Autobiography of Howard Phillips Lovecraft (1930- )
- Correspondence between Wilson Shepherd and R. H. Barlow (1932)
- In Memoriam: Henry St. Claire Whitehead (1932)
- Some Notes on a Nonentity (1933)
- In Memoriam: Robert Ervin Howard (1936)
- Commonplace Book (1919-1935)
- Death Diary (1937)